# أيام الزغنبوت
أيام الزغنبوت هي رواية للأديبة الإماراتية مريم الغفلي، صدرت عام 2016 عن دار الحوار للنشر والتوزيع، وقد فازت بجائزة الإمارات للرواية عام 2017. وتتناول الرواية قضية الرق في المجتمعات القديمة، والآثار النفسية المترتبة عليه، مستعيده أيام الحرب العالمية الثانية حين كان الإنجليز يوزعون على سكان ساحل عمان بسكويت الزغنبوت المدعم بمواد غذائية ليبقوا أحياء.

## موضوع الرواية
تأخذنا الكاتبة مريم الغفلي في هذ الرواية إلى رحلة في أعماق تاريخ منطقة الخليج العربي مسلطة الضوء على البيئة الإجتماعية والاقتصادية مابين فترة 1940 وحتى 1950، حيث اتسمت تلك الفترة بالقحط ونقص الموارد والجوع حتى زاد ضعف الناس وتغيّروا خلقاً وأخلاقاً، وتعرض أضعفهم إلى أشكال متعددة من القهر والاستعباد، وكما تسلط الرواية الضوء على ذلك الزمن الموحش تبرز كذلك ظله الثقيل على الحاضر.

## الجوائز
فازت رواية «أيام الزغنبوت» بالمركز الأول ضمن فئة الرواية الطويلة في الدورة الرابعة من «جائزة الإمارات للرواية».

## وصلات خارجية
آراء القراء على موقع جودريدز حول رواية أيام الزغنبوت.